# Saidnaya
Saidnaya (în arabă صيدنايا, transliterat: Ṣaydnāyā) este un oraș din guvernoratul Rif Dimashq, Siria.

## Demografie
Majoritatea locuitorilor sunt creștini, iar orașul este un centru al creștinismului din Siria.

## Așezăminte
- Mănăstirea Maicii Domnului din Saidnaya, întemeiată de împăratul Iustinian în secolul al VI-lea